# Paratanytarsus austriacus
Paratanytarsus austriacus är en tvåvingeart som först beskrevs av Jean-Jacques Kieffer 1924.  Paratanytarsus austriacus ingår i släktet Paratanytarsus och familjen fjädermyggor. Arten är reproducerande i Sverige. Inga underarter finns listade i Catalogue of Life.